# Lijst van Canadese politieke partijen
Deze pagina geeft een overzicht van politieke partijen in Canada.

## Federale partijen

### Vertegenwoordigd in hetCanadees Lagerhuis
- Bloc Québécois (1991) - sociaal democratische partij strevend naar onafhankelijkheid van Québec
- Conservatieve Partij (Conservative Party, Parti conservateur du Canada, 2003) - conservatieve partij.
- Canadese Groene Partij (Green Party, Parti vert, 1983) - ecologische partij
- Liberale Partij (Liberal Party, Parti libéral, 1867) - liberale partij.
- Nieuwe Democratische Partij (New Democratic Party, Nouveau Parti démocratique, 1961) - sociaal democratische partij.

### Overige partijen geregistreerd bijElections Canada
- AAEVPOC (Animal Alliance Environment Voters Party, 2005) - ecologische Dierenrechten partij.
- Canadees Westelijk Blok (Western Block Party, 2005) - conservatieve partij strevend naar onafhankelijkheid van West-Canada.
- Canadese Actie Partij (Canadian Action Party, Parti Action Canadienne, 1997) - nationalistische partij.
- Canadese Marijuana Partij (Marijuana Party of Canada, Parti marijuana, 2000) - partij strevend naar legalisering van softdrugs.
- Christelijk Erfgoed Partij (Christian Heritage Party,  Parti de l'héritage chrétien, 1987) - christelijke conservatieve partij.
- Communistische Partij, (Communist Party, Parti communiste, 1921) - communistische partij.
- FPNPOC (First Peoples National Party, 2005) - endemische nationalistische partij.
- Libertarische Partij (Libertarian Party, Parti libertarien, 1975) - libertarische partij.
- Marxistisch-Leninistische Partij (Marxist-Leninist Party, Parti marxiste-léniniste, 1970) - communistische partij.
- Progressieve Partij - (Progressive Canadian Party, Parti progressiste, 2004) - conservatieve partij.

### Historische partijen
- Canadese Alliantie (Canadian Alliance, l'Alliance canadienne, 2000-2003).
- Canadese Sociaal Krediet Partij (Social Credit Party, Crédit social, 1935-1993).
- Conservatieve Partij (Conservative Party, 1867-1942).
- Hervormingspartij van Canada (Reform Party, Parti réformiste, 1987-2000).
- Liberaal-Conservatieve Partij (Liberal-Conservative Party, 1867-1911).
- Neushoornpartij van Canada (Rhinoceros Party, Parti Rhinocéros, 1963-1993).
- Progressief-Conservatieve Partij (Progressive Conservative Party, Parti progressiste-conservateur, 1942-2003).

## Grootste provinciale en territoriale partijen

### Alberta
- Alberta Alliantie (Alberta Alliance Party) - conservatieve partij.
- Liberale Partij van Alberta (Alberta Liberal Party) - liberale partij.
- Nieuwe Democratische Partij van Alberta (Alberta New Democratic Party) - sociaaldemocratische partij.
- Progressief-Conservatieve Partij van Alberta (Alberta Progressive Conservatives) - conservatieve partij.
- Social Credit Party of Alberta - Conservatief-Christelijk
- United Farmers of Alberta - Agrarische coöperatie
- Wildrose Alliance Party - Conservatief

### Brits-Columbia
- Groene Partij van Brits-Columbia (Green Party of British Columbia) - ecologische partij.
- Liberale Partij van Brits-Columbia (British Columbia Liberal Party) - liberale partij.
- Nieuwe Democratische Partij van Brits-Columbia (New Democratic Party of British Columbia) - sociaaldemocratische partij.

### Manitoba
- Liberale Partij van Manitoba (Manitoba Liberal Party) - liberale partij.
- Nieuwe Democratische Partij van Manitoba (New Democratic Party of Manitoba) - sociaaldemocratische partij.
- Progressief-Conservatieve Partij van Manitoba (Progressive Conservative Party of Manitoba) - conservatieve partij.

### New Brunswick
- Liberale Partij van New Brunswick (Liberal Party of New Brunswick) - liberale partij.
- Nieuwe Democratische Partij van New Brunswick (New Brunswick New Democratic Party) - sociaaldemocratische partij.
- Progressief-Conservatieve Partij van New Brunswick (Progressive Conservative Party of New Brunswick) - conservatieve partij.

### Newfoundland en Labrador
- Liberale Partij van Newfoundland en Labrador (Liberal Party of Newfoundland and Labrador) - liberale partij.
- Nieuwe Democratische Partij van Newfoundland en Labrador (New Democratic Party of Newfoundland and Labrador) - sociaaldemocratische partij.
- Progressief-Conservatieve Partij van Newfoundland en Labrador (Progressive Conservative Party of Newfoundland and Labrador) - conservatieve partij.

### Nova Scotia
- Liberale Partij van Nova Scotia (Nova Scotia Liberal Party) - liberale partij.
- Nieuwe Democratische Partij van Nova Scotia (Nova Scotia New Democratic Party) - sociaaldemocratische partij.
- Progressief-Conservatieve Vereniging van Nova Scotia (Progressive Conservative Association of Nova Scotia) - conservatieve partij.

### Nunavut
- Bestuur op basis van consensus-democratie.

### Ontario
- Groene Partij van Ontario (Green Party of Ontario) - ecologische partij.
- Liberale Partij van Ontario (Ontario Liberal Party) - liberale partij.
- Nieuwe Democratische Partij van Ontario (Ontario New Democratic Party) - sociaaldemocratische partij.
- Progressief-Conservatieve Partij van Ontario (Progressive Conservative Party of Ontario) - conservatieve partij.

### Prince Edward Island
- Liberale Partij van Prince Edward Island (Prince Edward Island Liberal Party) - liberale partij.
- Nieuwe Democratische Partij van Prince Edward Island (Island New Democratic Party) - sociaaldemocratische partij.
- Progressief-Conservatieve Partij van Prince Edward Island (Prince Edward Island Progressive Conservative Party) - conservatieve partij.

### Québec
- Action démocratique du Québec - conservatieve partij.
- Liberale Partij van Québec (Quebéc Liberal Party, Parti libéral du Québec) - federalistische liberale partij.
- Parti Québécois - separatistische sociaaldemocratische partij.

### Saskatchewan
- Liberale Partij van Saskatchewan (Saskatchewan Liberal Party) - liberale partij.
- Nieuwe Democratische Partij van Saskatchewan (New Democratic Party of Saskatchewan) - sociaaldemocratische partij.
- Partij van Saskatchewan (Saskatchewan Party) - conservatieve partij.

### Yukon
- Liberale Partij van Yukon (Yukon Liberal Party) - liberale partij.
- Nieuwe Democratische Partij van Yukon (Yukon New Democratic Party) - sociaaldemocratische partij.
- Partij van Yukon (Yukon Party) - conservatieve partij.